# ديلبرت ألفارادو
ديلبرت ألفارادو (بالإنجليزية: Delbert Alvarado؛ بالإسبانية: Delbert Alvarado) هو لاعب كرة قدم أمريكية ولاعب كرة قدم كندية هندوراسي وأمريكي، ولد في 3 يناير 1989 في لا سيبا في هندوراس.

## وصلات خارجية
- الموقع الرسمي